# کندرود (تبریز)

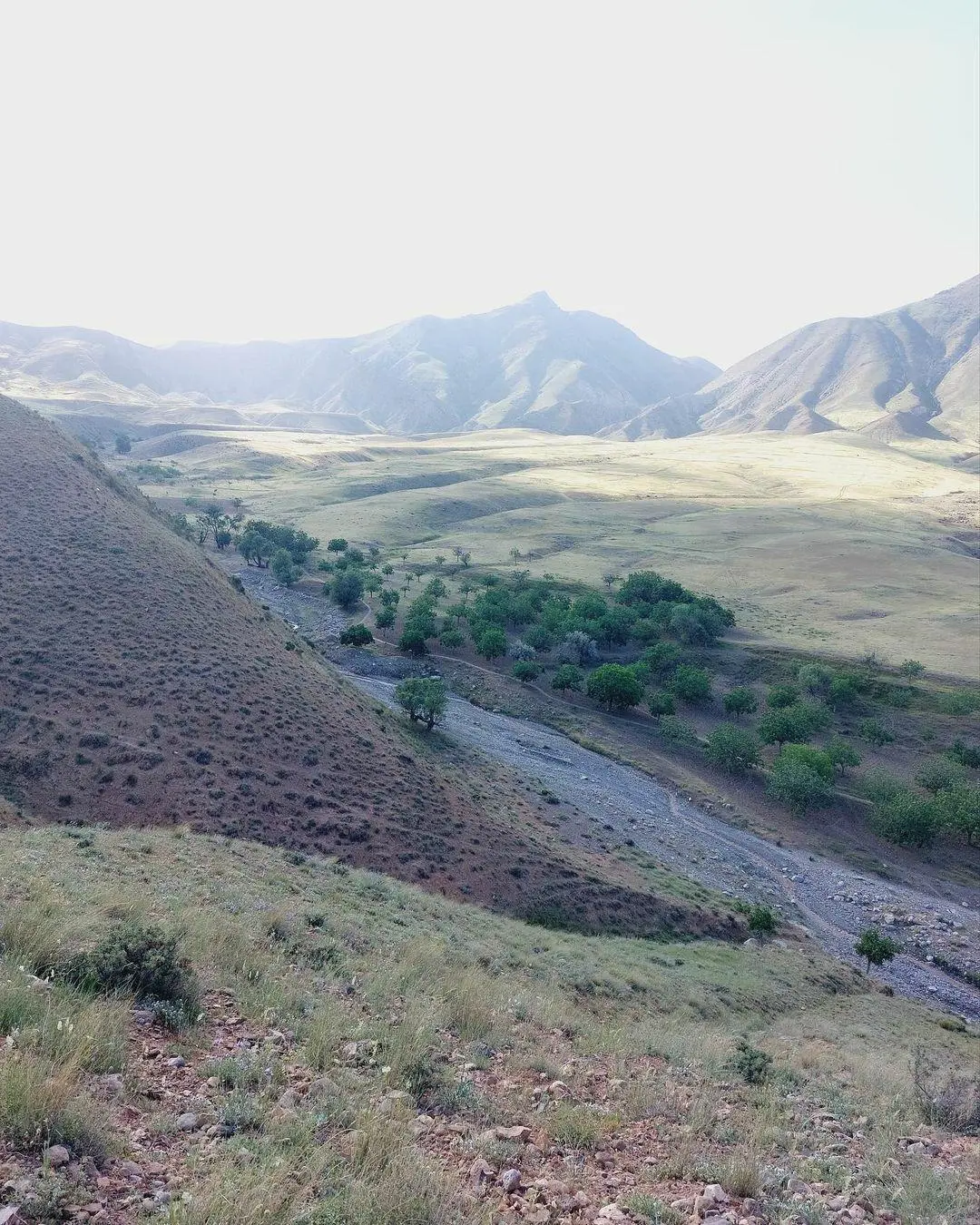

کندرود از پرجمعیت‌ترین و مهم‌ترین مناطق تبریز در استان آذربایجان شرقی است که بالغ بر ده هزار خانواده و به دلیل مهاجرت روزافزون به کندرود از شهرهای مختلف آذربایجان شرقی و آذربایجان غربی و کردستان و اردبیل و… جمعیت آن به بیش از بیست و پنج هزار نفر جمعیت می‌رسد.

## پیشینه
به لطف پایتختی تبریز در دوره ایلخانان مغول نوشته‌هایی که در جغرافیا و تاریخ این شهر به نگارش درآمده است اطلاعات در خصوص پیرامونش را نیز به دست ما رسانده‌اند. کندرود یکی از این‌جای‌هاست. قدیمی‌ترین اشاره به نام کندرود در سال ۷۴۰ هجری قمری در کتاب نزهةالقلوب حمدالله مستوفی است. وی در معرفی مناطق اطراف تبریز آورده است:
《اولین ناحیت مهرانه‌رود به طرف شرقی شهر است. از در شهر تا آنجا ۵ فرسنگ می‌باشد و کندرود و اسفنج (احتمالاً باسمنج امروزی) و سعید آباد (سعیدآباد (بستان‌آباد)) از معظمات آن است》. در برخی از نسخه‌های کتاب مذکور نام کندرود به صورت کندو نیز آمده است.
خواجه رشیدالدین فضل‌الله همدانی در وقف‌نامه ربع رشیدی دیگر بار به نام کندرود اشاره کرده است. وی ابتدا نام آن را در املاک بلده مراغه از کوره آذربایجان آورده و با استدلال به دوری این ده از مراغه و نزدیکی آن به تبریز آن را از وقف مدرسه مراغه خارج و به ربع رشیدی تبریز وقف نموده؛ و سپس در املاک دارالملک تبریز در اشاره به تمامیت مهرانرود دوباره به آن اشاره کرده است. آنچه از نوشته او در اثر مذکور پیداست این است که یک‌نیمه از این دیه در ملکیت خواجه رشید الدین بوده است یا حداقل نصف آن را وقف مدرسه ربع رشیدی نموده است. او در معرفی به حق النصف سهم وقف آن را ۱۸۰ دینار آورده که در مقایسه با دیه‌های دیگر نام برده شده در وقفنامه با وجود حق النصف بودن سهم وقف کندرود سهم آن از سهم قرای دیگر ناحیه به مانند شادباد مشایخ و شادباد علیا، ارنق (احتمالا زرنق (تبریز)) و مردناب و چند قریه که نامشان در وقفنامه مذکور قابل خوانش نبود بیشتر است. اگر سهم حق النصف را دو برابر در نظر بگیریم میزان دارایی آن به ۳۶۰ دینار می‌رسد که در میان روستاهای منطقه بی نظیر است.
اشاره دیگر به نام روستا در دوران صفویه قریب به دوران سلطنت شاه عباس دوم مربوط به سیاحت‌نامه اولیا چلبی است که در حدود سال۱۶۴۰ میلادی مصادف با ۱۰۱۷ یا ۱۰۱۸ هجری شمسی و ۱۰۴۹ هجری قمری در تبریز بوده است و در گردشی که به همراه خان تبریز در اطراف آن نموده در معرفی مهران رود نوشته است:
《 ابتدا به ناحیه مهران رود رسیدیم. مهرانرود در ۵ فرسنگی شرق تبریز قرار دارد ۶۰ روستای معمور و آباد دارد کندرود و اسفنج روستاهای مانند شهر هستند که بسیار آبادند مساجد و مهمانسراها حمام‌های متعدد بازار مختصر و باغ و باغات دارند. 》
نام روستا در دوره قاجارو در کوران انقلاب مشروطیت چندین بار در کتب مربوطه ذکر شده است. از جمله با توجه به قرار گرفتن املاک خانواده ذی نفوذ مجتهدی از سلاله‌های روحانیت تبریز و مراجعه میرزاحسن تبریزی به صورت قهر به این روستا پس از شکست جریان انجمن اسلامیه و نیز پناه دادن ایشان به یکی از مشروطه خواهان در این روستا چندین با تکرار شده است.

## توسعه صنایع
همچنین بسیاری از صنایع و کارخانجات مرکز استان در کندرود واقع شده و شهرک صنعتی شرق تبریزرا در خود جای داده است و منجر به ریشه کنی بیکاری وتوسعه روزافزون آن گردیده است وبه علت موقعیت مناسب ارتباطی و ترانزیتی کندرود اکثرامکانات موردنیاز مرکز استان تغییر خط لوله انتقال آب آشامیدنی تبریز، خط لوله انتقال نفت و شبکه گازرسانی تبریز و محور تبریز _تهران از محدوده کندرود و مناطق تابعه می‌گذرد وبه دلیل برخورداری از دو هزار کارخانه بزرگ و کوچک شبکه‌های مادر انشعاب وتوزیع برق و گاز و آب شرب وارتباطات مخابراتی وجود نیروی انسانی کارآمد با مهارت‌های مختلف مورد نیاز برای هرگونه عملیات عمرانی، صنعتی، خدماتی، متنوع‌ترین اجتماع انسانی، اقتصادی، عمرانی وصنعتی در این ناحیه از تبریز را تشکیل داده است جمیع این ویژگی‌ها باعث شده است تا سرمایه‌گذاری بویژه در امر تولید مسکن در کوتاه‌ترین زمان بازده چشمگیری داشته باشد بر این اساس منطقه کندرود تبریز ناحیه ممتاز ویژه در چشم‌انداز توسعه اقتصادی تبریز است.